# Craiova
Craiova là một thành phố România. Thành phố Craiova là thủ phủ hạt Dolj. Thành phố nằm ở bờ đông sông Jiu ở miền trung Oltenia. Thành phố có khoảng cách đều so với Nam Carpathia và sông Danube. Đây là thành phố lớn thứ 6 quốc gia này. Thành phố Craiova có dân số 302.601 người (theo điều tra dân số năm 2002), diện tích  km². Thành phố có độ cao 100 mét trên mực nước biển. Thành phố có sân bay Craiova.

## Khí hậu
| Dữ liệu khí hậu của Craiova (1961–1990, cao kỉ lục/thấp kỉ lục 1931–1990) | Dữ liệu khí hậu của Craiova (1961–1990, cao kỉ lục/thấp kỉ lục 1931–1990) | Dữ liệu khí hậu của Craiova (1961–1990, cao kỉ lục/thấp kỉ lục 1931–1990) | Dữ liệu khí hậu của Craiova (1961–1990, cao kỉ lục/thấp kỉ lục 1931–1990) | Dữ liệu khí hậu của Craiova (1961–1990, cao kỉ lục/thấp kỉ lục 1931–1990) | Dữ liệu khí hậu của Craiova (1961–1990, cao kỉ lục/thấp kỉ lục 1931–1990) | Dữ liệu khí hậu của Craiova (1961–1990, cao kỉ lục/thấp kỉ lục 1931–1990) | Dữ liệu khí hậu của Craiova (1961–1990, cao kỉ lục/thấp kỉ lục 1931–1990) | Dữ liệu khí hậu của Craiova (1961–1990, cao kỉ lục/thấp kỉ lục 1931–1990) | Dữ liệu khí hậu của Craiova (1961–1990, cao kỉ lục/thấp kỉ lục 1931–1990) | Dữ liệu khí hậu của Craiova (1961–1990, cao kỉ lục/thấp kỉ lục 1931–1990) | Dữ liệu khí hậu của Craiova (1961–1990, cao kỉ lục/thấp kỉ lục 1931–1990) | Dữ liệu khí hậu của Craiova (1961–1990, cao kỉ lục/thấp kỉ lục 1931–1990) | Dữ liệu khí hậu của Craiova (1961–1990, cao kỉ lục/thấp kỉ lục 1931–1990) |
| Tháng                                                                     | 1                                                                         | 2                                                                         | 3                                                                         | 4                                                                         | 5                                                                         | 6                                                                         | 7                                                                         | 8                                                                         | 9                                                                         | 10                                                                        | 11                                                                        | 12                                                                        | Năm                                                                       |
| ------------------------------------------------------------------------- | ------------------------------------------------------------------------- | ------------------------------------------------------------------------- | ------------------------------------------------------------------------- | ------------------------------------------------------------------------- | ------------------------------------------------------------------------- | ------------------------------------------------------------------------- | ------------------------------------------------------------------------- | ------------------------------------------------------------------------- | ------------------------------------------------------------------------- | ------------------------------------------------------------------------- | ------------------------------------------------------------------------- | ------------------------------------------------------------------------- | ------------------------------------------------------------------------- |
| Cao kỉ lục °C (°F)                                                        | 16.8 (62.2)                                                               | 21.4 (70.5)                                                               | 28.4 (83.1)                                                               | 31.8 (89.2)                                                               | 35.3 (95.5)                                                               | 37.8 (100.0)                                                              | 40.4 (104.7)                                                              | 40.8 (105.4)                                                              | 40.1 (104.2)                                                              | 34.4 (93.9)                                                               | 23.5 (74.3)                                                               | 18.4 (65.1)                                                               | 40.8 (105.4)                                                              |
| Trung bình ngày tối đa °C (°F)                                            | 1.5 (34.7)                                                                | 4.2 (39.6)                                                                | 10.0 (50.0)                                                               | 17.3 (63.1)                                                               | 22.9 (73.2)                                                               | 26.2 (79.2)                                                               | 28.5 (83.3)                                                               | 28.2 (82.8)                                                               | 24.5 (76.1)                                                               | 17.7 (63.9)                                                               | 9.6 (49.3)                                                                | 3.5 (38.3)                                                                | 16.2 (61.2)                                                               |
| Trung bình ngày °C (°F)                                                   | −2.3 (27.9)                                                               | −0.1 (31.8)                                                               | 4.7 (40.5)                                                                | 11.1 (52.0)                                                               | 16.6 (61.9)                                                               | 19.8 (67.6)                                                               | 21.9 (71.4)                                                               | 21.3 (70.3)                                                               | 17.4 (63.3)                                                               | 11.1 (52.0)                                                               | 5.0 (41.0)                                                                | 0.1 (32.2)                                                                | 10.6 (51.1)                                                               |
| Tối thiểu trung bình ngày °C (°F)                                         | −5.6 (21.9)                                                               | −3.3 (26.1)                                                               | 0.7 (33.3)                                                                | 5.7 (42.3)                                                                | 10.9 (51.6)                                                               | 13.8 (56.8)                                                               | 15.7 (60.3)                                                               | 15.3 (59.5)                                                               | 11.8 (53.2)                                                               | 6.2 (43.2)                                                                | 1.6 (34.9)                                                                | −2.5 (27.5)                                                               | 5.9 (42.6)                                                                |
| Thấp kỉ lục °C (°F)                                                       | −30.5 (−22.9)                                                             | −27.4 (−17.3)                                                             | −19.4 (−2.9)                                                              | −4.4 (24.1)                                                               | −2.0 (28.4)                                                               | 4.4 (39.9)                                                                | 7.5 (45.5)                                                                | 6.4 (43.5)                                                                | −2.0 (28.4)                                                               | −6.0 (21.2)                                                               | −14.8 (5.4)                                                               | −24.1 (−11.4)                                                             | −30.5 (−22.9)                                                             |
| Lượng Giáng thủy trung bình mm (inches)                                   | 38 (1.5)                                                                  | 39 (1.5)                                                                  | 41 (1.6)                                                                  | 52 (2.0)                                                                  | 64 (2.5)                                                                  | 74 (2.9)                                                                  | 55 (2.2)                                                                  | 46 (1.8)                                                                  | 37 (1.5)                                                                  | 36 (1.4)                                                                  | 53 (2.1)                                                                  | 47 (1.9)                                                                  | 582 (22.9)                                                                |
| Lượng tuyết rơi trung bình cm (inches)                                    | 13.7 (5.4)                                                                | 11.7 (4.6)                                                                | 6.6 (2.6)                                                                 | 2.5 (1.0)                                                                 | 0.0 (0.0)                                                                 | 0.0 (0.0)                                                                 | 0.0 (0.0)                                                                 | 0.0 (0.0)                                                                 | 0.0 (0.0)                                                                 | 2.5 (1.0)                                                                 | 7.9 (3.1)                                                                 | 10.2 (4.0)                                                                | 55.1 (21.7)                                                               |
| Số ngày giáng thủy trung bình (≥ 1.0 mm)                                  | 7                                                                         | 7                                                                         | 7                                                                         | 8                                                                         | 9                                                                         | 8                                                                         | 6                                                                         | 5                                                                         | 5                                                                         | 4                                                                         | 8                                                                         | 7                                                                         | 81                                                                        |
| Độ ẩm tương đối trung bình (%)                                            | 89                                                                        | 87                                                                        | 81                                                                        | 75                                                                        | 75                                                                        | 75                                                                        | 73                                                                        | 72                                                                        | 73                                                                        | 80                                                                        | 88                                                                        | 91                                                                        | 80                                                                        |
| Số giờ nắng trung bình tháng                                              | 70.9                                                                      | 84.5                                                                      | 141.3                                                                     | 189.1                                                                     | 251.4                                                                     | 273.1                                                                     | 316.2                                                                     | 290.2                                                                     | 225.3                                                                     | 171.1                                                                     | 91.8                                                                      | 71.9                                                                      | 2.176,8                                                                   |
| Nguồn 1: NOAA                                                             |                                                                           |                                                                           |                                                                           |                                                                           |                                                                           |                                                                           |                                                                           |                                                                           |                                                                           |                                                                           |                                                                           |                                                                           |                                                                           |
| Nguồn 2: Deutscher Wetterdienst                                           |                                                                           |                                                                           |                                                                           |                                                                           |                                                                           |                                                                           |                                                                           |                                                                           |                                                                           |                                                                           |                                                                           |                                                                           |                                                                           |